# De kastijding
De kastijding is een hoorspel van Barry Bermange. The Mortification werd op 3 april 1964 door de BBC en op 3 maart 1965 onder de titel Die Kränkung door de Süddeutscher Rundfunk uitgezonden. Karel Jonckheere vertaalde het en de KRO zond het uit in het programma Avondtheater op 25 maart 1965, van 22.45 uur tot 23.55 uur (met een herhaling op 31 maart 1970). De regisseur was Léon Povel.

## Rolbezetting
- Wim Hoddes (de gids)
- Jan Borkus (het slachtoffer)
- Paul Deen (eerste bezoeker)
- Luc Lutz (tweede bezoeker)

## Inhoud
Steeds duidelijker ziet een employé dat hij na 20 jaar dienst door zijn meerderen in rang wordt verlaagd. Als hem een lege kamer in het souterrain van het grote gebouw wordt aangewezen, worden hem onzekerheden en twijfels in verband met zijn situatie helemaal duidelijk. Na vertwijfelde pogingen om de motieven voor deze krenkende handelwijze te achterhalen, valt hij echter steeds weer terug in onderworpenheid en bange berusting in zijn lot.